# Интернет портал
Уеб портал (на английски: web portal) е уебсайт, който служи като информационен център.
Порталът представя информация от различни източници по унифициран начин.
Освен стандартната търсачка, уеб порталите предлагат и други услуги – електронна поща, новини, информация, база данни и развлечения и др. Уеб порталите предоставят допълнителни възможности в структурирането на информация и по този начин стават отправна точка за достъп до различни уеб сайтове, услуги и др.
Примери за обществени уеб портали са AOL, iGoogle, MSN, Netvibes, Yahoo!.

## Класификация
Хоризонтален уеб портал – уеб сайт, обхващащ много на брой, разнородни теми.
Вертикален уеб портал – специализиран тематичен уеб сайт. Също така се нарича вортал.
Вертикален информационен портал – вертикален информационен портал (VIP) е специализиран тематичен уеб сайт. VIP предоставя новини, информация за времето, фондовата борса, валути и др. както и възможности за електронна търговия. Отделно от традиционните вертикални портали, VIP предоставят динамични мултимедийни приложения, включително социални мрежи, публикуване на видео и блогове.

## Видове уеб портали

### Личен портал
Персоналния портал може да бъда свързан с всяка конкретна тема, като например за предоставяне на информация на приятел в социална мрежа или предоставяне на линкове към външни препратки.

### Правителствен портал
Включва основни портали към правителствата, както и портали, разработени за специфични аудитории.

### Портал за култура и изкуство
Този тип портал предоставя културни колекции от галерии, библиотеки, архиви и музеи и др. Обикновено са базирани на специфични национални или регионални обединения на институциите.

### Корпоративен портал
Достъп до информационните ресурси на дадено предприятие за сътрудниците, клиентите и партньорите му, в зависимост от типа и правата на потребителя.

### Здравен портал
Медицински уеб портал или уеб сайт, където има събрана информация за медицински новини и мнения по целия свят.

### Търсачка портал
Обединява резултатите от няколко търсачки в една страница.

### Портал за търгове
Електронни или онлайн търгове се извършват като традиционната процедура в електронна форма, с помощта на Интернет.

### Новинарски портал
Новинарските портали съдържат информация от медиите по цял свят.

### Фондов портал
Или Фондова борса портал са уеб-базирани приложения, които улесняват процеса на информиране на притежателите на акции със значителни онлайн данни.